# Цауне, Агате
Агате Цауне (латыш. Agate Caune; род. 7 августа 2004, Валмиера, Валмиерский район) — латвийская легкоатлетка, специалистка по бегу на средние и длинные дистанции. Многократная чемпионка страны, она также является рекордсменкой Латвии на дистанции 3000 метров. В 2022 году она была названа «Восходящей звездой года» и легкоатлеткой года до 20 лет.

## Карьера

### Ранние годы
Цауне в 2019 году стала чемпионкой Латвии до 16 лет на дистанциях 1500 и 3000 метров. В 2020 году она стала чемпионкой Латвии до 18 лет на дистанции 3000 метров в помещении и на открытом воздухе. На следующем чемпионате Латвии среди юниоров до 18 лет в 2021 году она выиграла золото на дистанциях 800 и 1500 метров. Кроме того, в том же году она завоевала свой первый национальный титул на дистанции 5000 метров.

### 2021 год
Цауне завоевала серебряную медаль на дистанции 5000 метров на чемпионате Европы по легкой атлетике среди юниоров до 20 лет в Таллине в 2021 году, когда ей было всего 16 лет. Затем она отправилась на чемпионат мира по легкой атлетике среди юниоров до 20 лет в Найроби и финишировала шестой на дистанции 3000 метров.

### 2022 год
Она во второй раз стала чемпионкой страны на дистанции 5000 метров, а также чемпионкой Латвии на дистанции 10 000 метров в 2022 году. В течение года она стала чемпионкой Латвии до 20 лет на таких дистанциях, как: 800 метров в помещении, 1500 метров в помещении и на открытом воздухе и 3000 метров на открытом воздухе.
Участвуя на чемпионате мира среди юниоров до 20 лет, который проходил в Кали, она финишировала шестой в финальном забеге на 3000 м с результатом 15:43,56 и финишировала четвертой на дистанции 5000 м. Цауне пробежала 5000 м с результатом 15:12,94 в Карлсруэ в мае 2023 года.

### 2023 год

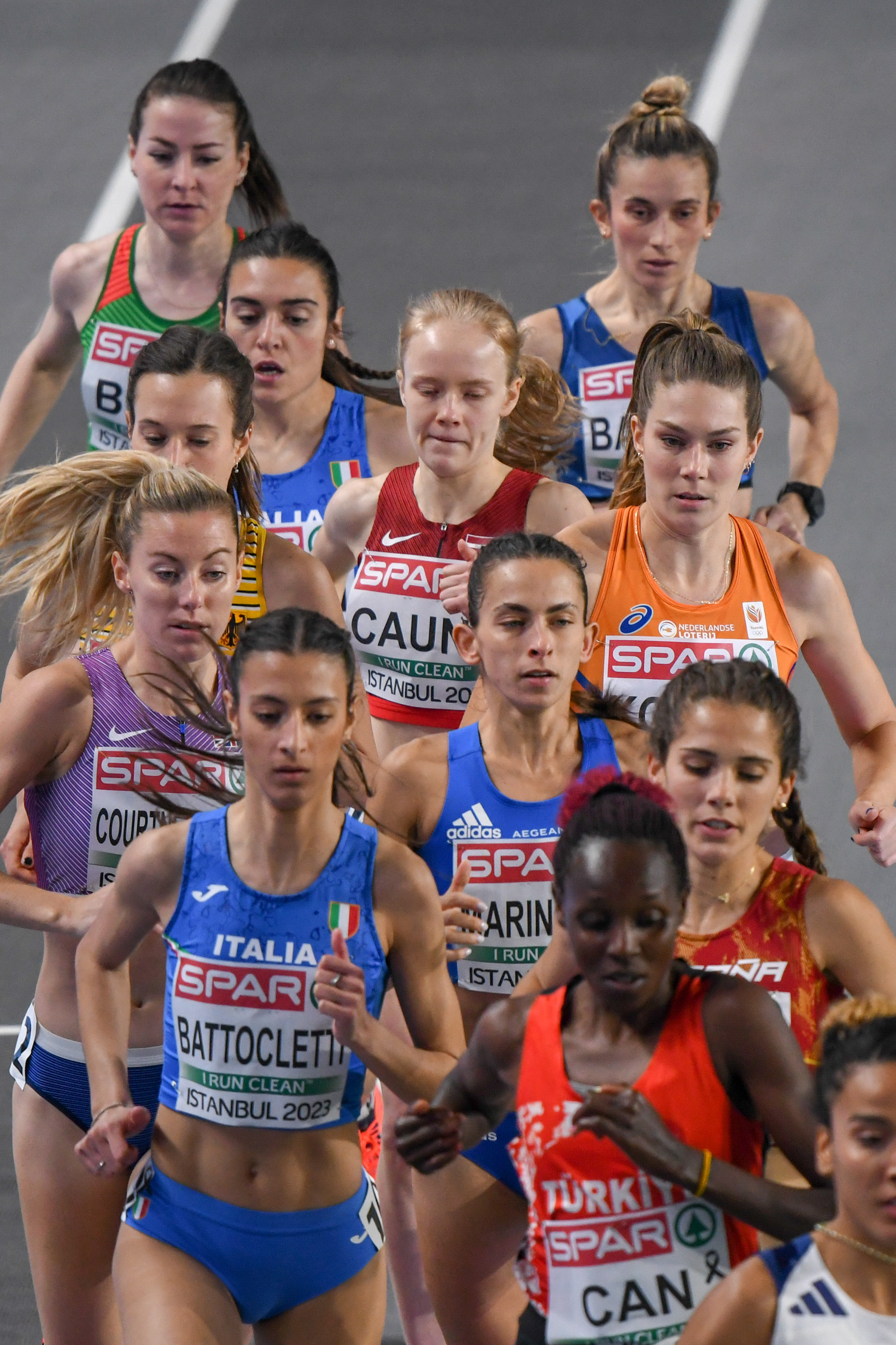
Цауне (по центру) на Чемпионате Европы по лёгкой атлетике в помещении 2023

В 2023 году Цауне вновь стала чемпионкой Латвии на дистанции 10 000 метров. В настоящее время она имеет национальные титулы на дистанции 1500 метров на открытом воздухе и на 3000 метров в помещении. Дополнительные награды она получила на чемпионате Латвии среди юношей до 20 лет 2023 года, когда выиграла в таких категориях, как бег на 800 метров в помещении и бег на 1500 метров в помещении и на открытом воздухе.
На чемпионате Европы в помещении 2023 года, проходившем в Стамбуле в марте 2023 года, Цауне вышла в финал, где установила новый рекорд Латвии до 20 лет на дистанции 3000 метров, показав время 8:56,88, финишировав на одиннадцатом месте.
В мае 2023 года Цауне выиграла забег на 5 км на Рижском марафоне, пробежав его за 15:23 секунды, опередив предыдущее лучшее время Елены Прокопчук на семь секунд. Затем Цауне выиграл золотую медаль на дистанции 5000 метров на Европейских играх 2023 года, пробежав за 15:15,21 в забеге второго дивизиона.
16 июля 2023 года в Силезии Цауне дебютировала в Бриллиантовой лиге и заняла седьмое место на дистанции 3000 м, пробежав за 8:39,78, побив национальный рекорд Латвии.
В августе 2023 года Цауне выиграла золотые медали на дистанциях 3000 и 5000 метров на чемпионате Европы по легкой атлетике среди юниоров до 20 лет в Иерусалиме. Она установила новый рекорд чемпионата — 15:03,38 на дистанции 5000 метров. Впоследствии Цауне отправилась на чемпионат мира 2023 года в Будапешт. Она использовала смелую стратегию — направилась прямо в переднюю часть группы и не замедляла ход по мере увеличения расстояния между ней и её конкурентками — которая помогла ей пройти на следующий этап забега на 5000 метров. Однако перед финальным соревнованием Кон отказался от участия из-за травмы таза, полученной в последние несколько дней. По рекомендации врачей она решила пропустить забег и не рисковать ухудшением своего состояния, если ей придётся бежать.

## Достижения

### Личные рекорды
- 800 метров — 2:12.76 (Пярну 2022)
  - 800 метров, в помещении — 2:10.24 (Валмиера 2023)
- 1500 метров — 4:14.79 (Валмиера 2023)
  - 1500 метров, в помещении — 4:17.01 (Валмиера 2023)
- 1000 метров, в помещении — 2:46.58 (Валмиера 2023)
- 2000 метров, в помещении — 5:55.29 (Валмиера 2023)
- 3000 метров — 8:39.78 (Хожув 2023) NR
  - 3000 метров, в помещении — 8:56.88 (Стамбул 2023)
- 5000 метров — 15:00.48 (Будапешт 2023)

### Международные соревнования
| Год  | Турнир                                            | Город                  | Место | Дистанция | Результат | Примечание |
| ---- | ------------------------------------------------- | ---------------------- | ----- | --------- | --------- | ---------- |
| 2021 | Командный чемпионат Европы по лёгкой атлетике     | Стара-Загора, Болгария | 4-е   | 3000 м    | 9:38.23   |            |
| 2021 | Чемпионат Европы по лёгкой атлетике среди юниоров | Таллин, Эстония        | 8-е   | 3000 м    | 9:21.52   | PB SB      |
| 2021 | Чемпионат Европы по лёгкой атлетике среди юниоров | Таллин, Эстония        | 2-е   | 5000 м    | 16.17.56  |            |
| 2021 | Чемпионат мира по лёгкой атлетике среди юниоров   | Найроби, Кения         | 18-е  | 1500 м    | 4:37.49   |            |
| 2021 | Чемпионат мира по лёгкой атлетике среди юниоров   | Найроби, Кения         | 6-е   | 3000 м    | 9:45.26   |            |
| 2022 | Чемпионат мира по лёгкой атлетике среди юниоров   | Кали, Колумбия         | 6-е   | 3000 м    | 9.25.92   |            |
| 2022 | Чемпионат мира по лёгкой атлетике среди юниоров   | Кали, Колумбия         | 4-е   | 5000 м    | 15:43.56  | PB SB      |
| 2023 | Чемпионат Европы по лёгкой атлетике в помещении   | Стамбул, Турция        | 11-е  | 3000 м    | 9:01.33   |            |
| 2023 | Европейские игры                                  | Хожув, Польша          | 1-е   | 5000 м    | 15:15.21  |            |
| 2023 | Чемпионат Европы по лёгкой атлетике среди юниоров | Иерусалим, Израиль     | 1-е   | 3000 м    | 8:53.20   |            |
| 2023 | Чемпионат Европы по лёгкой атлетике среди юниоров | Иерусалим, Израиль     | 1-е   | 5000 м    | 15:03.85  | CR         |
| 2023 | Чемпионат мира по лёгкой атлетике                 | Будапешт, Венгрия      | 12-е  | 5000 м    | 15:00.48  |            |

### Национальные титулы
- Чемпионка Латвии (5)
  - 1500 метров: 2023
  - 5000 метров: 2021, 2022
  - 1000 метров: 2022, 2023
- Чемпионка Латвии в помещении (2)
  - 3000 метров: 2022, 2023